# Tamarixia flavigaster
Tamarixia flavigaster är en stekelart som först beskrevs av Brothers och Moran 1969.  Tamarixia flavigaster ingår i släktet Tamarixia och familjen finglanssteklar. Inga underarter finns listade i Catalogue of Life.